# روبرت هاميلتون أوستين
روبرت هاميلتون أوستين (بالإنجليزية: Robert Hamilton Austin)‏ هو فيزيائي أمريكي، ولد في 1946 في سانت تشارلز في الولايات المتحدة.

## وصلات خارجية
- الموقع الرسمي